# Daisen
Daisen (大仙市?) è una città giapponese della prefettura di Akita.